# Castelo Kilkea
O Castelo Kilkea está localizado 5 km (3,11 mi) a noroeste de Castledermot, Condado de Kildare, Irlanda, perto da vila de Kilkea na R418 estrada regional de Athy para Tullow. Foi uma fortaleza medieval, por mais de 700 anos, dos FitzGeralds, Condes de Kildare.

## História
Sir Walter de Riddlesford construiu um motte and bailey no local do Castelo de Kilkea em 1180. Uma neta dele casou-se com Maurice FitzGerald, 3º Barão de Offaly, e assim a Mansão de Kilkea passou para a posse dos FitzGeralds e permaneceria na família por mais de 700 anos.
Sir Thomas de Rokeby, o Justiciar da Irlanda de 1349-56, usou o castelo como sua base militar e morreu aqui em 1356.
Em 1414, os O'Mores e O'Dempsies devastaram o Pale Inglês. De acordo com as Antiguidades da Irlanda de Francis Grose, "para conter seus ultrajes, Thomas Crawley, Arcebispo de Dublin e Lorde Justice, partiu de Dublin, mas não prosseguiu além de Castledermot; as tropas avançaram sob líderes militares, ele permanecendo envolvido em procissões e orações pelo seu sucesso". Segundo Grose, "o inimigo foi derrotado com grande matança em Kilkea". Mais tarde, em 1426, John FitzGerald, 6º Conde de Kildare alegadamente "fortaleceu Kilkea com tantas novas obras, que quase se poderia dizer que o reconstruiu".
O castelo está particularmente associado a Gerald, o 11.º Conde de Kildare conhecido como o "Conde Mágico", que se tornou o representante masculino mais velho dos Geraldines quando tinha apenas 12 anos, depois que seu meio-irmão "Silken Thomas", o 10.º Conde, e cinco tios foram executados em Tyburn em 1537. O "Conde Mágico" escapou da Irlanda, sendo enviado para o continente para ser educado, e após seu retorno a Kildare e restauração de seus títulos, seu interesse em alquimia causou muito interesse entre seus vizinhos em torno do Castelo de Kilkea e dizia-se que possuía poderes mágicos. O 11.º Conde (o "Conde Mágico") morreu em 1585 e supostamente retorna ao castelo a cada sete anos montado em um cavalo branco com ferraduras de prata. Em 1634, o castelo foi arrendado à Ordem Jesuíta pela Condessa Elizabeth, a viúva de Gerald FitzGerald, 14.º Conde de Kildare e eles permaneceram lá até 1646. Naquele ano, a ordem entreteve o Arcebispo Rinuccini, Núncio Papal da Confederação de Kilkenny em Kilkea.
No início do século XVIII, o 19.º Conde de Kildare decidiu transferir a sede da família para Carton House, arrendando o Castelo de Kilkea a vários inquilinos. Um deles foi Thomas Reynolds, um comerciante de seda de Dublin e "amigo" de Lorde Edward FitzGerald, através de quem Reynolds se tornou membro dos Irlandeses Unidos, apenas para depois se tornar informador. O seu papel de informador não impediu que o castelo, recentemente renovado, fosse saqueado pelas forças militares durante a rebelião. Em 1949, após a venda de Carton House, o Castelo de Kilkea passou a ser a sede do 8.º Duque de Leinster.

## Desenvolvimentos
O castelo e a propriedade foram vendidos pela família Fitzgerald em 1960. O Castelo de Kilkea foi então administrado como um hotel por décadas, mas entrou em Examinership em 2009, como resultado da crise financeira irlandesa pós-2008. Foi fechado e colocado à venda em 2010. Foi comprado por um empresário americano, Jay Cashman, investindo 35 milhões de dólares em renovações, e desde então reabriu como um resort.

## Ligação com Shackleton
O explorador polar Sir Ernest Shackleton (1874-1922) nasceu em Kilkea House, perto do castelo, no seio de uma família Quaker.